# Джоуї Дидулиця
Джоуї Дидулиця (хорв. Joey Didulica, нар. 14 жовтня 1977, Джилонг) — хорватський футболіст, що грав на позиції воротаря.
Виступав, зокрема, за клуб АЗ, а також національну збірну Хорватії.
Дворазовий чемпіон Нідерландів. Дворазовий володар Кубка Нідерландів. Дворазовий володар Суперкубка Нідерландів. Чемпіон Австрії. Дворазовий володар Кубка Австрії.

## Клубна кар'єра
Народився в австралійському місті Джилонг. У дорослому футболі дебютував 1995 року виступами за команду місцевого клубу «Норт Джилонг Ворріорс», в якій провів один сезон, взявши участь лише у 1 матчі чемпіонату. 
Згодом з 1996 по 2006 рік грав у складі команд клубів «Мельбурн Найтс», «Аякс», «Жерміналь-Беєрсхот» та «Аустрія» (Відень). Протягом цих років виборов титул чемпіона Нідерландів, ставав володарем Кубка Нідерландів (двічі), володарем Суперкубка Нідерландів, чемпіоном Австрії.
У 2006 році перейшов до клубу АЗ, за який відіграв 5 сезонів. Завершив професійну кар'єру футболіста виступами за команду «АЗ» у 2011 році.

## Виступи за збірну
У 2004 році дебютував в офіційних матчах у складі національної збірної Хорватії. Протягом кар'єри у національній команді, яка тривала усього 3 роки, провів у формі головної команди країни лише 4 матчі.
У складі збірної був учасником чемпіонату світу 2006 року у Німеччині.

## Титули і досягнення
- Чемпіон Нідерландів (2):

«Аякс»: 2001-2002
АЗ: 2008-2009
- Володар Кубка Нідерландів (2):

«Аякс»: 1998-1999, 2001-2002
- Володар Суперкубка Нідерландів (2):

«Аякс»: 2002
АЗ: 2009
- Чемпіон Австрії (1):

«Аустрія» (Відень): 2005-2006
- Володар Кубка Австрії (2):

«Аустрія» (Відень): 2004-2005, 2005-2006
- Володар Суперкубка Австрії (2):

«Аустрія» (Відень):  2003, 2004